# 샤루나스 야시케비추스
샤루나스 야시케비추스(리투아니아어: Šarūnas Jasikevičius, 1976년 3월 5일~)는 리투아니아의 농구 선수, 지도자로 포지션은 포인트 가드이다.
유럽 역대 최고의 포인트 가드 중 한 명으로 유로리그에서 트리플 크라운을 4번 달성했다. 또한 올유로리그 퍼스트팀에 2번 선정되었고, 2005년에 유로리그 파이널 투어 포어 MVP로 선정되었다. 같은 해에 이스라엘 농구 프리미어리그 MVP에 오르기도 했다. 그는 유로리그 역사상 3개의 소속팀에서 우승을 달성한 유일한 선수이다. 전미 농구 협회(NBA) 선수로도 활약하여 인디애나 페이서스와 골든스테이트 워리어스 소속으로 뛰기도 했다.
국제 대회에서는 리투아니아 국가대표팀의 일원으로 활약하여 올림픽에서 동메달 1개, 유로바스켓에서 금메달 1개, 동메달 1개를 획득했다. 특히 우승을 차지한 유로바스켓 2003에서 MVP로 선정되었다.
은퇴 후에는 농구 감독으로 활동 중이며 리가 ACB와 유로리그의 FC 바르셀로나 감독을 맡았다.